# The Best (Bonnie Tyler)
The Best, anche conosciuta come Simply the Best, è un singolo originariamente interpretato da Bonnie Tyler nel 1988 e portato al successo da Tina Turner l'anno successivo. La cover del brano della Turner, avendo ottenuto un successo nettamente superiore rispetto all'originale, viene spesso erroneamente considerata come la versione originale della canzone.

## Descrizione
Composta da Mike Chapman e Holly Knight, la canzone fu originariamente registrata nel 1988 da Bonnie Tyler per l'album Hide Your Heart, uscito negli Stati Uniti. Il singolo incontrò il successo solo nel 1989 nella versione di Tina Turner, registrata per l'album Foreign Affair. The Best è uno dei brani più rappresentativi della carriera di Tina Turner, oltre che uno dei suoi più grandi successi. Il singolo raggiunse la posizione numero 15 della Billboard Hot 100 e riuscì a entrare nella top 5 del Regno Unito, Germania ed altri paesi europei. Alcune edizioni del singolo contenevano il brano Bold and Reckless, non presente su alcun album. Nel brano il sassofono solista nel finale è suonato da Edgar Winter.

## Utilizzo del brano e cover
Nel 1989, Tina Turner incise una cover del brano. La canzone è diventata l'inno non ufficiale della squadra di calcio scozzese Rangers, e viene suonata durante le partite più importanti. The Best è diventato ancora più popolare nel Regno Unito, essendo stata scelta come proprio tema musicale dal campione di boxe Chris Eubank. Anche Ayrton Senna aveva scelto The Best come propria canzone simbolo.
Tina Turner ha registrato nuovamente il brano nel 1992 come duetto con Jimmy Barnes, con il titolo Simply the Best. Il duetto è stato un discreto successo in Australia, dove è stato utilizzato per la campagna pubblicitaria della New South Wales Rugby League.
Anche il senatore Joe Biden ha usato il brano The Best come campagna per la propria campagna presidenziale del 2008.
Negli anni novanta Ambra Angiolini cantò spesso il brano nel corso della trasmissione Non è la Rai, con il testo modificato da "You're simply the best" (Sei semplicemente il migliore) a "Ambra is the best" (Ambra è la migliore). Questa versione del brano, cantata dalla cantante Alessia Marinangeli, è inserita nella compilation Non è la Rai estate del 1994.
Céline Dion ha spesso interpretato il brano dal vivo.

## Tracce
Singolo 7" (Bonnie Tyler)
1. The Best – 4:15 (Holly Knight, Mike Chapman)
2. The Fire Below – 5:08 (Bonnie Tyler, Paul Hopkins, Peter Oxendale)

Singolo maxi (Bonnie Tyler)
1. The Best – 4:15 (Holly Knight, Mike Chapman)
2. The Fire Below – 5:08 (Bonnie Tyler, Paul Hopkins, Peter Oxendale)
3. Under Suspicion (Paul Hopkins, Peter Oxendale)

Singolo 7" (Tina Turner)
1. The Best – 4:07 (Holly Knight, Mike Chapman)
2. Undercover Agent for the Blues – 5:20 (Leann White, Tony Joe White)

Singolo maxi (Tina Turner)
1. The Best – 4:07 (Holly Knight, Mike Chapman)
2. Undercover Agent for the Blues – 5:20 (Leann White, Tony Joe White)
3. Bold and Reckless – 3:30 (Jeannette Obstoj, Rupert Hine)

EP (Tina Turner)
1. (Simply) The Best – 4:14 (Holly Knight, Mike Chapman) – con Jimmy Barnes
2. River Deep - Mountain High – 3:37 – Jimmy Barnes
3. I'm a Lady – 3:24
4. (Simply) The Best – 5:29 (Holly Knight, Mike Chapman) – con Jimmy Barnes

Remix (Tina Turner)
1. The Best (Extended Mighty Mix) – 6:35 (Holly Knight, Mike Chapman)
2. The Best (Single Muscle Mix) – 4:16 (Holly Knight, Mike Chapman)
3. The Best (Extended Muscle Mix) – 5:28 (Holly Knight, Mike Chapman)

## Classifiche
| Classifica (1989-2025) | Posizione massima |
| ---------------------- | ----------------- |
| Austria                | 2                 |
| Giamaica               | 1                 |
| Svizzera               | 3                 |
| Australia              | 4                 |
| Norvegia               | 5                 |
| Regno Unito            | 5                 |
| Italia                 | 7                 |
| Paesi Bassi            | 7                 |
| Svezia                 | 11                |
| Stati Uniti            | 15                |
| Francia                | 23                |
| Nuova Zelanda          | 28                |